# Heman Chong
Heman Chong (Muar, 1977) è un artista, scrittore e curatore artistico malese.
Chong è uno dei più interessanti rappresentanti della nuova generazione di artisti di Singapore. Il suo lavoro ha ricevuto numerosi riconoscimenti a livello internazionale: ha rappresentato Singapore alla 50ª Biennale di Venezia (2003) e tra le numerose partecipazioni a mostre internazionali ricordiamo Manifesta 8 (Murcia, 2010) e Performa (New York, 2011). Il lavoro di Chong è rappresentato da Vitamin Creative Space una delle più importanti gallerie cinesi.

## Biografia
Tra il 1994 e il 1997 ha studiato graphic design presso il Temasek Polytechnic di Singapore conseguendo un diploma in Visual Communication. Tra il 2000 e il 2002 ha conseguito un master in Communication Art and Design presso il Royal College of Art di Londra. Inizia la sua carriera artistica a Singapore realizzando video atmosferici e complessi, riguardanti l'indifferenza sociale delle metropoli, sulla scorta di filmakers d'essai come Wong Kar-Wai and Tsai Ming-liang.
The silver session (2003) mostra di chiusura di una residenza presso la Kunstlerhaus Bethanien di Berlino, rappresenta un punto di svolta per il lavoro di Chong. In mostra sono stati esposti assemblage fatti riorganizzando oggetti di uso comune: Chong ha sottratto tutte le sedie presenti nei locali della Kunstlerhaus Bethanien e le ha impilate in un angolo dello spazio espositivo. Si crea così un cortocircuito estemporaneo tra la bellezza del quotidiano e l'innesco di un disturbo sociale conseguente alla sottrazione di un oggetto essenziale. Thinking about Exhibitions, Understanding Media, Living in Singapore, An Artist of the Floating World  è il titolo di un'altra opera presente nella mostra The Silver Session che anticipa una serie di lavori analoghi intitolati Stacks. L'opera è un semplice assemblage di oggetti d'uso comune poggiati a terra: quattro libri impilati (che danno il titolo all'opera) sormontati da 4 bicchieri da cocktail incastrati uno sull'altro. Ogni anno, a partire dal 2003, Chong ha realizzato un nuovo lavoro per la serie Stacks selezionando 4 tra i libri letti nel corrispondente anno. Gli Stacks sono delle specie di totem che segnano il passaggio del tempo vissuto e l'associazione tra i testi e i bicchieri vuoti e trasparenti rappresenta la potenzialità presente nei libri e in ciascun oggetto comune di essere facilitatore per l'agire privato e collettivo.
Nel 2004 Chong ha realizzato l'installazione God bless Diana all'interno del progetto curatoriale collettivo LAB presso il museo Kröller-Müller di Otterlo (Paesi Bassi). Dal suo personale archivio di migliaia di fotografie scattate in un lasso di tempo di 4 anni, Chong ha selezionato un totale di 550 immagini che sono state stampate su delle cartoline. Le immagini dell'archivio sono ordinate in categorie e rappresentano il tentativo di organizzare una tassonomia delle forme di vita delle metropoli contemporanee, da Singapore a Londra, da Pechino a New York: segnaletica, fogliame, macerie, graffiti, ritratti, pubblicità, facciate di edifici. Le cartoline sono state presentate in una capanna-boutique di legno bianco progettata dal gruppo di architetti A-12 e i visitatori erano invitati ad acquistarle e a spedirle ai propri cari. Il progetto mette in relazione il metodo di lavoro e la visione del mondo di un artista costantemente in movimento: Chong racconta la natura frammentata e espansa della mobilità contemporanea, usando come materiale di partenza quegli oggetti, momenti e slittamenti della quotidianità che creano i luoghi di appartenenza e di identità di ciascuno.
L'importanza della componente testuale e dell'oggetto-libro nel lavoro di Chong ha raggiunto un ulteriore sviluppo nel 2007 con la pubblicazione del romanzo di sci-fiction Philip.
Philip è il risultato di un workshop collaborativo organizzato da Chong e dal critico Leif Magne Tangen sponsorizzato dal Project Arts Centre di Dublino, a cui hanno partecipato 8 artisti e professionisti del mondo dell'arte. Obbiettivo del workshop era realizzare un romanzo di sci-fiction di 7 capitoli in 7 giorni. Il titolo del romanzo si ispira a Philip K. Dick capostipite del fortunato genere letterario. Il romanzo è ambientato a Philipville nel 2019 in una società autoritaria in disfacimento proprio come una sostanza di biosintesi (fruice) che -destabilizzata- non è più in grado di mantenersi nello stato solido, destinando alla distruzione ogni bene di consumo di Philipville.

## Principali mostre
Chong ha partecipato a numerose biennali internazionali tra cui Manifesta 8 (2010), Biennale di Singapore (2008), SCAPE Christchurch Biennale (2006), Busan Biennale (2004), 10th India Triennale  2000) e ha rappresentato Singapore alla 50ª Biennale di Venezia (2003). Il suo lavoro è stato esposto in numerose mostre collettive presso Museu d'Art Contemporani de Barcelona, Kroeller-Muller Museum, Stedelijk Museum Bureau, Nam June Paik Art Center, Gertrude Contemporary, Arnolfini, Thyssen-Bornemisza Art Contemporary, Museum of Contemporary Art Denver, Museum of Contemporary Art North Miami, Hamburger Bahnhof, Fukuoka Asian Art Museum, Kadist Foundation, Daejeon Museum of Art.